# Кейт Ешфілд
Кейт Ешфілд (англ. Kate Ashfield, народилася 28 травня 1972) — англійська актриса та сценарист, знімалася на сцені, телебаченні та в кіно, найвідоміша роль Ліз у зомбі-комедії 2004 року «Зомбі на ім'я Шон». Є співавтором сценарію телесеріалу 2017 року «Народжені вбивати».

## Раннє життя
Кейт Ешфілд народилася 28 травня 1972 року в Олдемі, Англія. Її інтерес до акторської майстерності виник у ранньому дитинстві, а пізніше вона продовжила свою пристрасть, вивчаючи драму в Bristol Old Vic Theatre School.

## Кар'єра
Акторська професія Кейт Ешфілд почалася в дев'яності роки, коли вона отримала роль в популярному британському телесеріалі «Рахунок». З'являлася в численних серіалах і фільмах, включаючи Мешканці Іст-Енду, Зомбі на ім'я Шон і Secrets & Lies. Її проривна роль відбулася в 1998 році, коли вона знялася у відомому фільмі «Цьогорічне кохання».
У 2004 році Ешфілд отримала нагороду за найкращу жіночу роль на Британській незалежній кінопремії за роль у фільмі «Нічні покупки». Також отримувала нагороди за свої виступи в Beyond the Gates, The Baker і Line of Duty. Крім акторської ролі на екрані, Ешфілд знялася в кількох театральних постановках, зокрема «Макбет» і «Скляний звіринець».

## Фільмографія
- Принцеса Карабу (1994, фільм) – Елла
- Вибухнувший (1995, сцена) – Кейт
- Шопінг і трахання (1996, сцена) – Лулу
- Солдат Солдат (1996, ТБ) – Кейт Гоббс
- Войцек (1997, сцена) – Марі
- Ближче (п'єса) (1998, сцена) – Аліса
- Готель "Парадізо" (1999, фільм) – пані Гарді
- Зона бойових дій (1999, фільм)
- Уотершип Даун (1999, телесеріал) – Primrose (лише серія 1/2)
- Штормовий збиток (2000, ТБ) – Кей
- Низький рівень (2000) – Ruby
- Власний подвійний запис Крісті Мелрі (2000) – Керол
- Нічні покупки (2001, фільм) – Джоді
- Зроби або помри (2001, міні-серіал) - Саманта
- Чистий (2002, фільм) – Хелен
- Злочин і кара (2002, міні-серіал) – Dounia
- За межею (2003, фільм) – Кет
- Полліанна (2003, фільм) – Ненсі
- Вбивство Гітлера[en] (2003, ТБ) – Рейчел
- Це маленьке життя (2003, ТБ) – Седі МакГрегор
- Проблеми з чоловіками і жінками (2003, ТБ) – Сьюзі
- Фейкери (2004, фільм) – Єва Еванс
- Spivs (2004, фільм) – Дженні
- Зомбі на ім'я Шон (2004, фільм) – Ліз
- Свідок на весіллі (2005, ТБ – випущено як Unhitched на DVD у США) – Бека
- Таємна усмішка (2005, ТБ) – Міранда
- Випадковий квест (2006, ТБ) – Оттілі/Кейт
- Ідіть до того, як засвітиться світло (2006) – Suicidal Lady
- Цунамі: Наслідки (2006, ТБ) – Еллен
- Пекар (2007, фільм) – Ріаннон
- Поговори зі мною (2007, серіал) – Келлі
- Діти (трисерійна теледрама 2008) – Наташа
- Краще ніколи (2008, серіал) – Аніта Мерчант
- Зіткнення (2009, п'ятисерійна теледрама) – Енн Сталлвуд
- Щоденник Анни Франк (2009, п'ятисерійна телевізійна драма) – Міп Гіс
- Пуаро Агати Крісті (2010, телеадаптація роману Агати Крісті Триактна трагедія) – Мюріел Уіллс
- 7 життів (2011, фільм) – Синтія
- Нові хитрощі (2011, серіал) – Хіларі Ньюелл
- Мовчазний свідок (2011, теледрама) – старший інспектор Ребекка Вудс
- Юнайтед (2011, теледрама) – Альма Джордж
- Пізні розквіти (2011, фільм) – Джулія
- Візантія (2012, фільм) – Габі
- Коли згасло світло (2012, фільм) – Дженні Мейнард
- Виконання службових обов’язків (серія 1) (2012, серіал) – Джулс Гейтс
- Убивства в Мідсомері (2013, серіал) – Гелен Какстон
- Вірте (2013, фільм) – Хелен
- Німфоманка (2013, фільм) – Терапевт
- Все ще (2014, фільм) – Маргарет
- Шибениця (2015, фільм) – Бет Міллер
- Секрети і брехня (2015, серіал) – Ванесса Річардсон
- Набридло, (2018, серіал) – Зої
- Сендітон, (2019, теледрама) – Мері Паркер[4]
- Сповідь (2019, теледрама) – Івонн Фулчер
- Життя (2020, теледрама) – Рейчел
- Завжди є надія (2020, повнометражна драма) – Саманта [5]
- Темні матерії (2022, телесеріал) – Атал (голос)